# Culasse (moteur)
Pour les articles homonymes, voir Culasse.
La culasse est la pièce assurant la fermeture haute du ou des cylindres et, regroupant certaines fonctions d'un moteur à pistons alternatifs. Sur de nombreux types de moteurs, les soupapes d'admission et d'échappement y sont logées. Sa forme et ses caractéristiques sont toujours étroitement liées à l'évolution des moteurs et, plus particulièrement déterminée par le cycle du moteur (4 temps ou 2 temps) le type de distribution et, par la forme de la chambre de combustion. Pour être complet, certains (rares) moteurs n'ont pas de culasse, comme les moteurs à pistons opposés.

Schéma d'une culasse avec double arbre à cames en tête en cours de fonctionnement

## Histoire
Certains des premiers moteurs automobile sont équipés d'une culasse séparée du bloc-cylindres. Cependant, la structure présentant une culasse solidaire du bloc-cylindres est préférée par la plupart des constructeurs. Cette solution permet d'obtenir un ensemble plus résistant et supprime tout problème d'étanchéité. Le système de commande des soupapes, souvent placé en dehors de la culasse, est exposé à l'air et bénéficie ainsi d'un bon refroidissement et facilite leur entretien.
L'adoption de la culasse démontable élimine les bouchons et permet d'étudier avec une plus grande précision la forme de la chambre de combustion pour améliorer le rendement. La culasse conçue par Ricardo, aux environs de 1920, s'impose pour la conception de la plupart des moteurs de l'époque. Tout en conservant des soupapes latérales, elle permet d'obtenir un rapport volumétrique relativement élevé et une bonne turbulence.

## Description
Il s'agit d'une pièce complexe, en fonte ou en alliage d'aluminium généralement obtenue par fonderie qui comporte le plus souvent, sur un moteur à quatre temps :
- les conduits d'admission ;
- les conduits d'échappement ;
- des chambres d'eau pour les moteurs à refroidissement liquide ou de larges ailettes pour les moteurs à refroidissement à air.

D'autre part, suivant les types de moteurs, et les technologies retenues, elle est le support des dispositifs suivants :
- les soupapes et leur système de commande (distribution) et le sous-système de graissage associé ;
- les dispositifs d'injection et/ou d'allumage ;
- les dispositifs d'assemblage culasse/bloc-cylindres.

Sur un moteur à deux temps et tous autres moteurs sans soupapes, la culasse est généralement une pièce très simple, n'étant percée que d'un trou pour la bougie.
La culasse ferme le haut des cylindres pour constituer ainsi les chambres de combustion. Généralement, elle est assemblée au bloc-cylindres au moyen de vis ou de goujons. Entre la culasse et le bloc-cylindres est placé le joint de culasse. Sur les moteurs équipés de cylindres borgnes, la culasse est fixée à demeure au cylindre (moteurs à pistons d'avions légers, ex : moteurs Lycoming et Teledyne Continental) ou même est coulée d'une pièce avec les cylindres (ex : moteurs Bugatti). 
Sur les moteurs automobiles modernes, une seule culasse par rangée de cylindres constitue la partie supérieure du moteur. En revanche, sur les moteurs d'avions refroidis par air et sur les gros Diesel de poids lourds, stationnaires et marins, pour autant que la distribution soit située latéralement dans le bloc-cylindres et non sur la culasse, chaque cylindre a sa propre culasse (c'est aussi le cas de la 2CV Citroën) moins sensible à la déformation du plan de joint et facilitant la maintenance. 
Les culasses sont soumises à de fortes contraintes mécaniques, chimiques et thermiques. Elles sont soigneusement refroidies par de larges chambres d'eau (ou des ailettes si le moteur est refroidi à air) qui entourent les chambres de combustion et les conduits d'échappement. Des passages dans le plan de joint relient ces chambres d'eau avec celles du bloc-cylindres et le circuit général de refroidissement du moteur. L'huile parvient sous pression à la distribution par des canalisations de lubrification qui traversent souvent le plan de joint.

## Études préalables
Dans l'étude d'une culasse destinée à un moteur à combustion interne moderne, trois objectifs principaux sont pris en compte : un bon rendement, un niveau de pollution très bas et un prix de revient très faible. Ces trois objectifs ne sont pas toujours compatibles. 
La forme et l'inclinaison des conduits d'admission et d'échappement sont étudiées de façon à créer la plus grande turbulence possible dans la chambre de combustion sans toutefois diminuer la vitesse d'introduction des gaz, donc le taux de remplissage. Il faut veiller plus particulièrement à ce que la section transversale des conduits conserve dans toute sa longueur un diamètre constant ou par défaut, une conicité négligeable. Les dimensions et la forme de la chambre de combustion dépendent du rapport course-alésage.
La surface de la soupape d'échappement doit généralement être égale à environ 60 à 80 % de celle de la soupape d'admission. Étant donné que presque tout l'espace disponible de la chambre d'explosion est utilisé pour loger les soupapes dans les meilleures conditions, il ne reste qu'une marge très réduite pour la bougie, qui doit être placée surtout en tenant compte de son accessibilité pour le démontage.
La forme de la chambre est conditionnée par les exigences de l'usinage et la nécessité de réaliser une économie dans sa fabrication. Un soin particulier doit être apporté à l'étude des canalisations de refroidissement pour simplifier l'usinage des chemisages intérieurs, ainsi que pour obtenir un échange thermique efficace et pour éviter la formation de points chauds dans la culasse. Les mêmes considérations sont valables pour l'étude des conduits de graissage des culbuteurs et des paliers de l'arbre à cames en tête. . Le retour de l'huile dans le carter s'effectue le long des goujons de fixation de la culasse, ou à travers des canalisations de réception spéciales.

## Différentes architectures de culasse

### Moteur à soupapes latérales

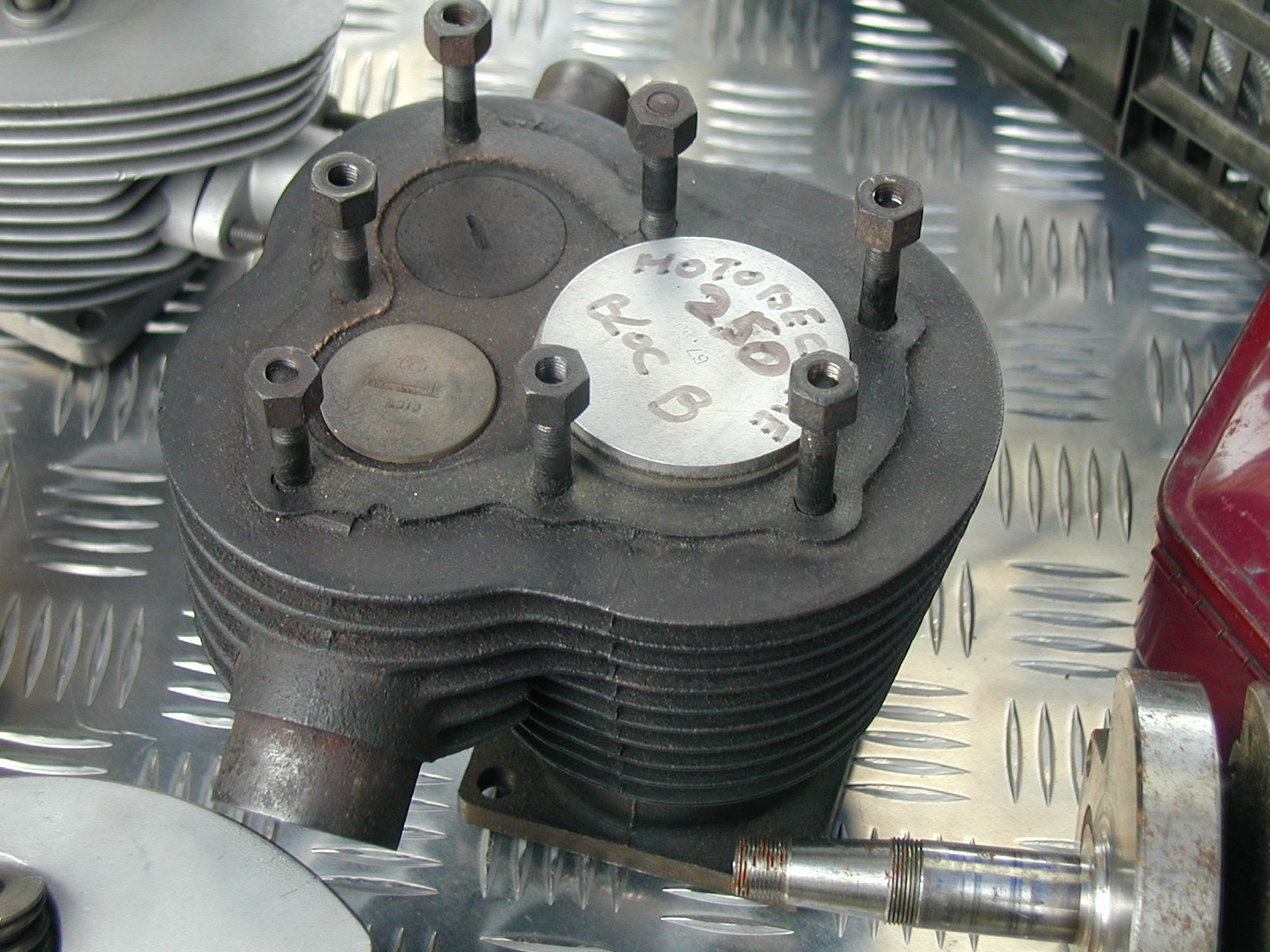
Le cylindre vu de dessus, culasse ôtée. Notez les encoches dans les têtes de soupapes, destinées à faciliter le rodage en y implantant un tournevis

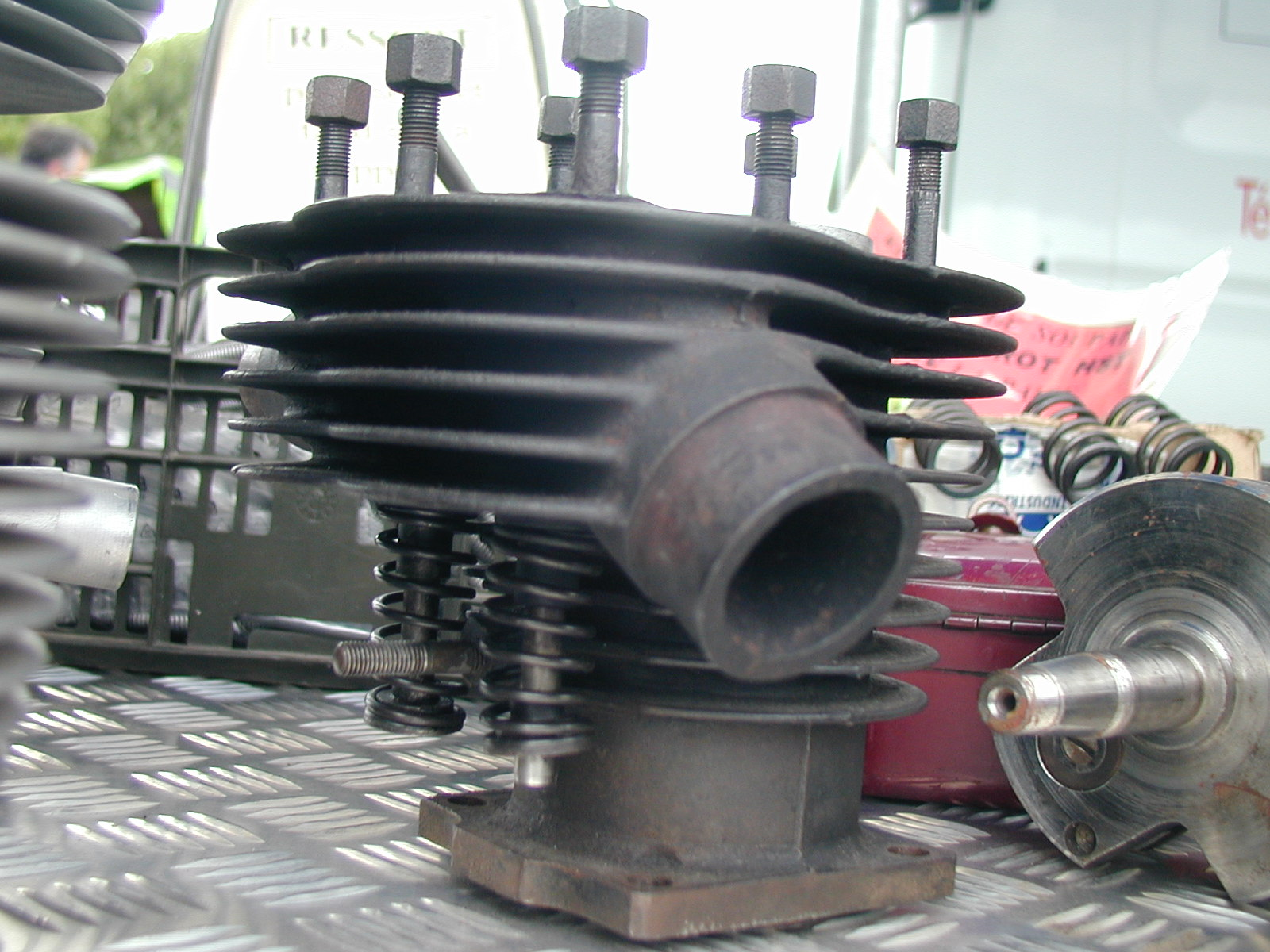
Vue externe du même cylindre. On voit très nettement les queues de soupapes dirigées vers le bas

La culasse ne comporte qu'un système de refroidissement et le système d'allumage ou d'injection, les soupapes et l'(es) arbre(s) à cames sont dans le bloc moteur. Dernier exemple : le premier moteur 1 000 cm3 des Renault Juvaquatre.
Avantages
- Simplicité
- Robustesse

Inconvénients
- Du fait de la position des soupapes le rendement du moteur est faible
- Entretien difficile (réglage du jeu des soupapes)

UtilisationCe type de culasse/moteur se contente d'une lubrification sommaire. C'est pourquoi on le trouve toujours sur des moteurs "simples" : tondeuse à gazon, Diesel marin. Ce type de moteur n'est plus utilisé pour la motorisation des automobiles depuis les années 1950.

### Moteurs à arbre à cames latéral etsoupapes en tête
Les soupapes sont dans la culasse, l'arbre à cames est dans le bloc moteur. L'arbre à cames pousse sur des tiges de culbuteurs, qui poussent sur les culbuteurs, ces derniers actionnent les soupapes en basculant sur leurs axes. Exemple : moteur de Renault 4 Cléon-Fonte
Avantages
- Robustesse ;
- Réglage et démontage aisé ;
- Démontage de la culasse facile ;
- Graissage facile de l'arbre à cames ;
- Pièces peu couteuses.

Inconvénients
- Du fait du nombre de pièces, de la masse en mouvement importante et du nombre de liaisons impliquées, ce type de moteur supporte mal les hauts régimes (affolement de soupapes)

Utilisation
- Ce type de moteur/culasse a été largement utilisé dans le secteur des véhicules particuliers des années 1950 à la fin du siècle (ex : Twingo I moteur C3G, V8 américains et Rolls-Royce-Bentley). En voie de disparition, sauf quelques exceptions (revival muscle cars avec l'Hemi Chrysler et V10 Viper et les LS GM).
- Toujours utilisé dans le secteur poids lourd et maritime ;
- Toujours utilisé sur certains modèles de motocyclettes (Moto Guzzi, Harley Davidson, Yamaha MT-01, etc.)

### Moteurs à arbre à cames en têteculbuté

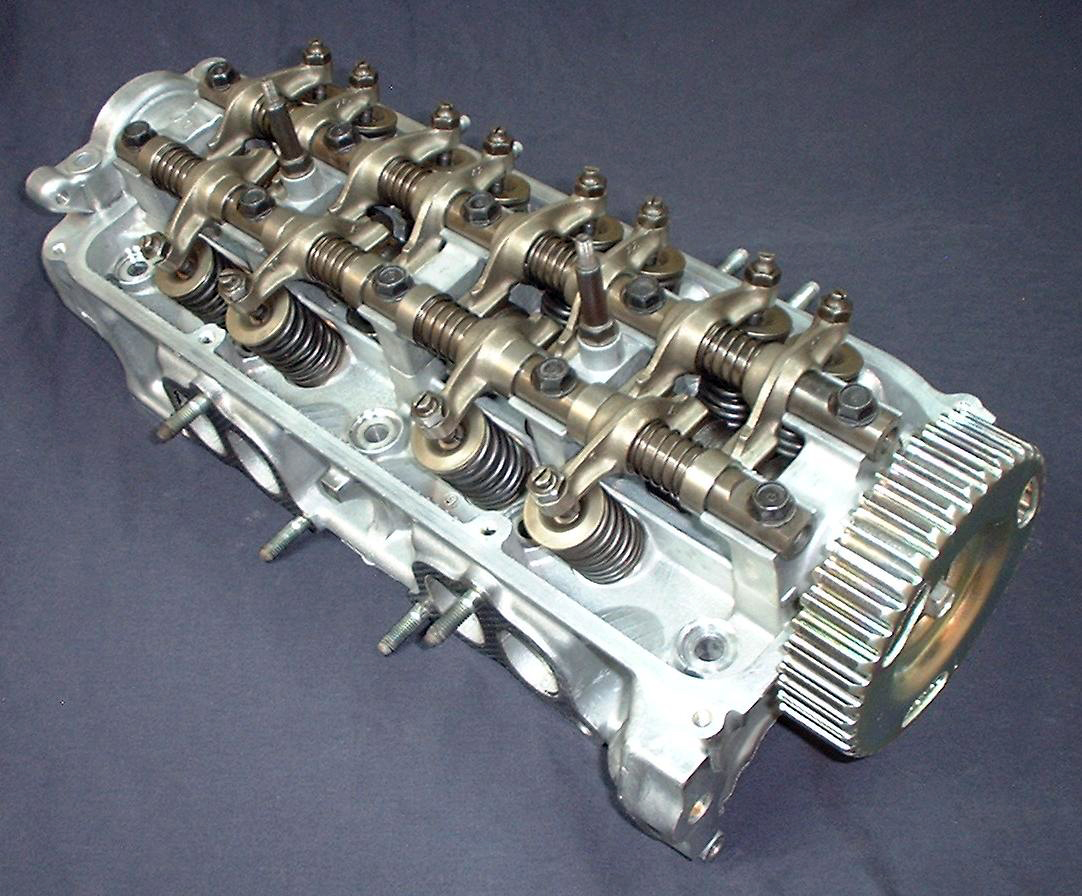
Moteur à arbre à cames en tête culbuté d'une Honda CR-X Si de 1987.

Les soupapes sont dans la culasse, l'arbre à cames aussi, les soupapes sont actionnées par des culbuteurs.
Avantages
- mécanique de distribution simplifiée ;
- permet de plus hauts régimes.

Inconvénients
- lubrification plus délicate
- les culbuteurs limitent tout de même le régime maximum

UtilisationTrès courante depuis les années 1970 dans l'automobile. Les progrès de la lubrification des moteurs ont permis d'utiliser cette architecture de culasse dans les véhicules grand public (ex : Peugeot 304, plus récemment Peugeot 106 ou Citroën AX, équipées du moteur TU)

### Moteur à simplearbre à cames en têteà attaque directe

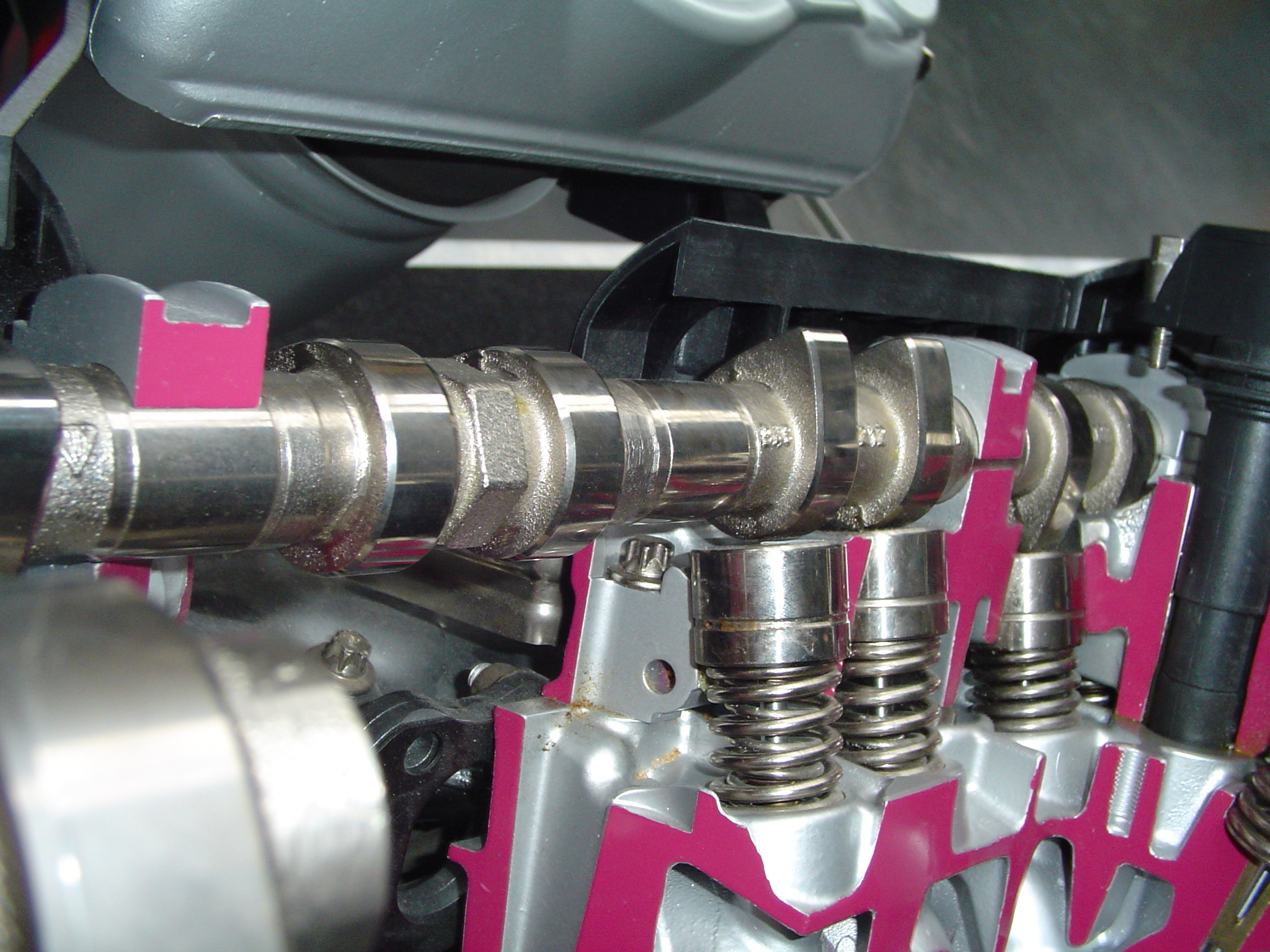
Arbre à cames en tête

Les soupapes sont dans la culasse, toutes alignées (admission et échappement) juste en dessous de l'arbre à cames. Celui-ci les commande via de simples poussoirs munis de systèmes de réglage de jeux (rattrapage hydraulique, cale, vis ou autre).
Avantages
- simplicité, robustesse
- permet les plus hauts régimes (faible inertie)

Inconvénients
- entretien / réglage difficile (sauf réglage automatique)
- implique que les soupapes soient alignées dans la chambre de combustion, rendement diminué (sauf culasse à charge stratifiée)
- lubrification difficile
- Bougie décentrée, combustion moins performante.

UtilisationAssez courante dans les années 90, ce type de culasse est inadaptée aux normes antipollution et de performance du début du XXIe siècle.

### Moteur àdouble arbre à cames en tête

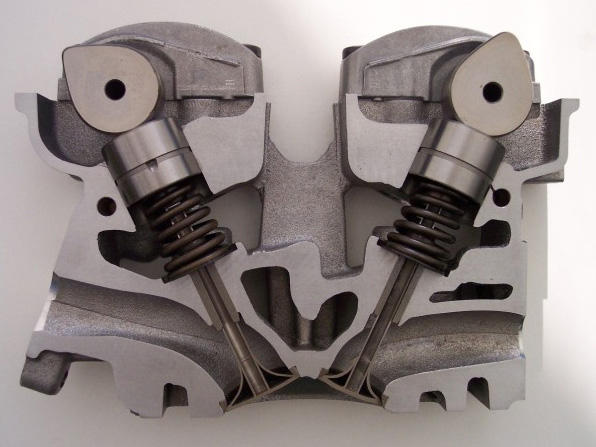
Coupe d'une culasse, montrant les cames au-dessus des soupapes

Les soupapes sont dans la culasse, les admissions d'un côté, les échappements de l'autre. Au-dessus de chaque rangée de soupapes, 1 arbre à cames qui commande directement les soupapes via un poussoir ou un minuscule culbuteur.
Avantages
- simplicité de la commande des soupapes
- permet un réglage dynamique du calage de l'admission  indépendant de l'échappement
- permet les plus hauts régimes (attaque directe des soupapes)
- permet les plus hauts rendements (chambre de combustion hémisphérique, nombre de soupapes)
- bougie dans l'axe du piston

Inconvénients
- cher à fabriquer (deux arbres à cames minimum)
- complexité de la cinématique de distribution
- réglage difficile du jeu des soupapes (sauf en cas de réglage automatique ou de petit culbuteur)
- encombrement
- lubrification plus complexe

UtilisationLes culasses à double arbre à cames en têtes existent depuis très longtemps (Peugeot en 1912). Mais, du fait des problèmes de coûts de fabrication et de maintenance qu'elles posaient, elles ont été très longtemps réservées à la compétition et aux voitures de sport ou de luxe. Cette architecture est la plus adaptée à l'utilisation de quatre soupapes par cylindre. Les avantages qui en découlent (meilleur remplissage à haut régime, rendement, dépollution) font que l'on utilise ce type de culasse de plus en plus souvent, quelle que soit l'utilisation.
En anglais, on dit Double Overhead Camshaft, ce qui explique le sigle DOHC visible sur certaines motos.
Dans les moteurs de motocyclettes, alors que la Honda CB 450 en était munie à la fin des années 1960, la prestigieuse CB 750 four de 1969 avait un simple arbre. Il faudra attendre la Kawasaki 900 Z1 en 1973 pour voir son usage commencer à se généraliser sur les quatre cylindres du commerce.

## Matériaux et procédés de fabrication
Les culasses sont réalisées en fonte ou en alliage d'aluminium. Sur les moteurs modernes, les alliages légers sont en général préférés, en raison des avantages importants qu'ils présentent au point de vue de la réduction du poids ou de leurs excellentes caractéristiques de fusion et de transmission thermique. Pour les culasses en alliage léger, on utilise des guides de soupapes rapportés en bronze, qui s'adaptent mieux aux dilatations. Les sièges des soupapes sont en fonte ou en acier et mis en place à la presse, avec un apport éventuel de matériau résistant aux températures élevées et à la corrosion.
Les supports de la distribution sont en général réalisés par le processus de fonderie sous pression, qui permet de fabriquer des pièces d'une finition parfaite, avec des parois très minces. La partie inférieure de la culasse est obtenue par coulage en coquille ou, plus rarement, par coulage dans des moules en sable ; elle est réalisée en fonte, dont la composition est adaptée au matériau employé pour les soupapes, de façon à éviter tout risque de grippage.
Le leader mondial de la production de culasse est la société Montupet, anciennement dirigée par Stéphane Magnan, et propriété du groupe Canadien LINAMAR depuis 2016.